# Melanie Purkiss
Melanie Purkiss (* 11. März 1979) ist eine ehemalige britische Leichtathletin, die sich auf den Sprint spezialisiert hat.

## Sportliche Laufbahn
Erste internationale Erfahrungen sammelte Melanie Purkiss vermutlich im Jahr 1997, als sie bei den Junioreneuropameisterschaften in Ljubljana mit 24,45 s in der ersten Runde im 200-Meter-Lauf ausschied und mit der britischen 4-mal-100-Meter-Staffel in 44,55 s die Silbermedaille gewann. Im Jahr darauf verhalf sie der Staffel bei den Juniorenweltmeisterschaften in Annecy zum Finaleinzug und 1999 kam sie bei den U23-Europameisterschaften in Göteborg mit 23,89 s nicht über den Vorlauf über 200 Meter hinaus. Zudem belegte sie dort im Staffelbewerb in 44,55 s den vierten Platz. Zuvor schied sie bei der Sommer-Universiade in Palma mit 24,00 s im Halbfinale aus und belegte mit der Staffel in 44,71 s den ünften Platz. 2001 schied sie bei den U23-Europameisterschaften in Amsterdam mit 26,98 s in der ersten Runde über 200 Meter aus und im Jahr darauf schied sie bei den Commonwealth Games in Manchester mit 53,08 s im Semifinale im 400-Meter-Lauf aus. Zudem gewann sie mit der englischen 4-mal-400-Meter-Staffel in 3:26,73 min gemeinsam mit Helen Frost, Helen Karagounis und Lisa Miller die Silbermedaille hinter dem australischen Team. Anschließend belegte sie bei den Europameisterschaften in München mit der britischen Staffel in 3:26,65 min den vierten Platz. 2004 verpasste sie bei den Hallenweltmeisterschaften in Budapest mit 3:33,30 min den Finaleinzug im Staffelbewerb und im Jahr darauf gewann sie bei den Halleneuropameisterschaften in Madrid in 3:29,81 min gemeinsam mit Donna Fraser, Catherine Murphy und Lee McConnell die Bronzemedaille hinter den Teams aus Russland und Polen. 2006 gelangte sie bei den Hallenweltmeisterschaften in Moskau mit 3:29,70 min auf Rang sechs im Staffelbewerb. Sie bestritt bis 2015 noch vereinzelt Wettkämpfe auf nationaler Ebene in Australien, ehe sie sich im Alter von 36 Jahren endgültig vom Spitzensport verabschiedete.

## Persönliche Bestleistungen
- 200 Meter: 23,80 s (−0,3 m/s), 30. Mai 1999 in Bedford
  - 300 Meter (Halle): 37,12 s, 31. Januar 2006 in Manchester
- 400 Meter: 52,66 s, 30. Juli 2004 in London
  - 400 Meter (Halle): 52,98 s, 18. Februar 2005 in Birmingham